# Lénacapavir
Le lénacapavir est un médicament antirétroviral utilisé pour traiter le VIH/SIDA. Son potentiel pour la prévention du VIH PrEP est également en cours d’évaluation, offrant une perspective prometteuse pour réduire la transmission dans les populations à risque. Fabriqué par  Gilead, il est vendu sous la marque Sunlenca.

## Mode d'action
Le médicament agit en se fixant sur la capside virale, interférant avec plusieurs étapes du cycle de vie du virus.

## Usage médical
C'est un médicament antirétroviral utilisé pour traiter le VIH/SIDA . Il est utilisé en association avec d'autres médicaments, chez les personnes atteintes d'une maladie résistante aux traitements habituels. Le médicament est débuté par voie orale puis administré par injection sous la peau deux fois par an.

## Traitement préventif pré-exposition (PrEP)
Le lénacapavir représente une avancée majeure dans la prévention du VIH. Son efficacité impressionnante, démontrée dans deux essais cliniques de phase 3 (PURPOSE 1 et 2),, offre une nouvelle option prometteuse pour la prophylaxie pré-exposition (PrEP). L'administration semestrielle simplifie considérablement le traitement, réduisant potentiellement les problèmes d'observance. Cette innovation pourrait transformer l'approche de la prévention du VIH à l'échelle mondiale, en particulier dans les populations à haut risque. Cependant, des questions subsistent sur l'accessibilité et le coût du traitement, facteurs cruciaux pour son impact réel sur la santé publique.

## Effets secondaires
Les effets secondaires de ce médicament comprennent des réactions au site d'injection ou des nausées. D'autres effets secondaires peuvent inclure le syndrome de reconstitution immunitaire. Bien qu'il n'y ait pas de preuve de nocivité pendant la grossesse, cette utilisation n'a pas été bien étudiée.

## Autorisations d'utilisation
Le médicament a été approuvé pour un usage médical en Europe, au Canada et aux États-Unis en 2022,,. Aux États-Unis, il coûte environ 42 250 dollars la première année et 39 000 dollars chaque année par la suite à partir de 2022. En France, en 2024, la boîte de 2 flacons injectables est vendue environ 21 000 €,.
À la suite des essais thérapeutiques concernant la prévention du VIH, le lenacapavir pourrait recevoir une autorisation d'utilisation pour la prévention du VIH en 2025.